# Scaturiginichthys vermeilipinnis
Scaturiginichthys vermeilipinnis é uma espécie de peixe da família Pseudomugilidae. É endêmica da Austrália, mais precisamente na área central de Queensland, onde a população remanescente é restrita em apenas algumas mananciais em uma das reservas da Bush Heritage Australia, uma entidade sem fins lucrativos que visa comprar territórios privados para proteção e criação de reservas naturais. A espécie está em perigo crítico devido a expansão da espécie Peixe Mosquito do Leste. O macho é facilmente reconhecido por ter suas barbatanas com uma cor viva, enquanto a fêmea tem pouca coloração.